# Erythrolamprus trebbaui
Espèce
Synonymes
- Liophis cobella trebbaui Roze, 1958
- Liophis trebbaui Roze, 1958

Erythrolamprus trebbaui  est une espèce de serpents de la famille des Dipsadidae.

## Répartition
Cette espèce est endémique de l'État de Bolívar au Venezuela.

## Étymologie
Cette espèce est nommée en l'honneur de Pedro Trebbau.

## Publication originale
- Roze, 1958 : Los reptiles del Chimantá Tepui (Estado Bolívar, Venezuela) colectados por la expedición botánica del Chicago Natural History Museum. Acta biologica venezuelica, vol. 2, no 25, p. 299-314.